# Holland-Lauch
Der Holland-Lauch (Allium hollandicum) ist eine Pflanzenart aus der Gattung Lauch (Allium) in der Unterfamilie der Lauchgewächse (Allioideae) innerhalb der Pflanzenfamilie der Amaryllisgewächse (Amaryllidaceae). Er wurde von einem holländischen Züchter eingeführt und ist als Zierpflanze weit verbreitet. Das natürliche Verbreitungsgebiet ist unklar.

## Beschreibung

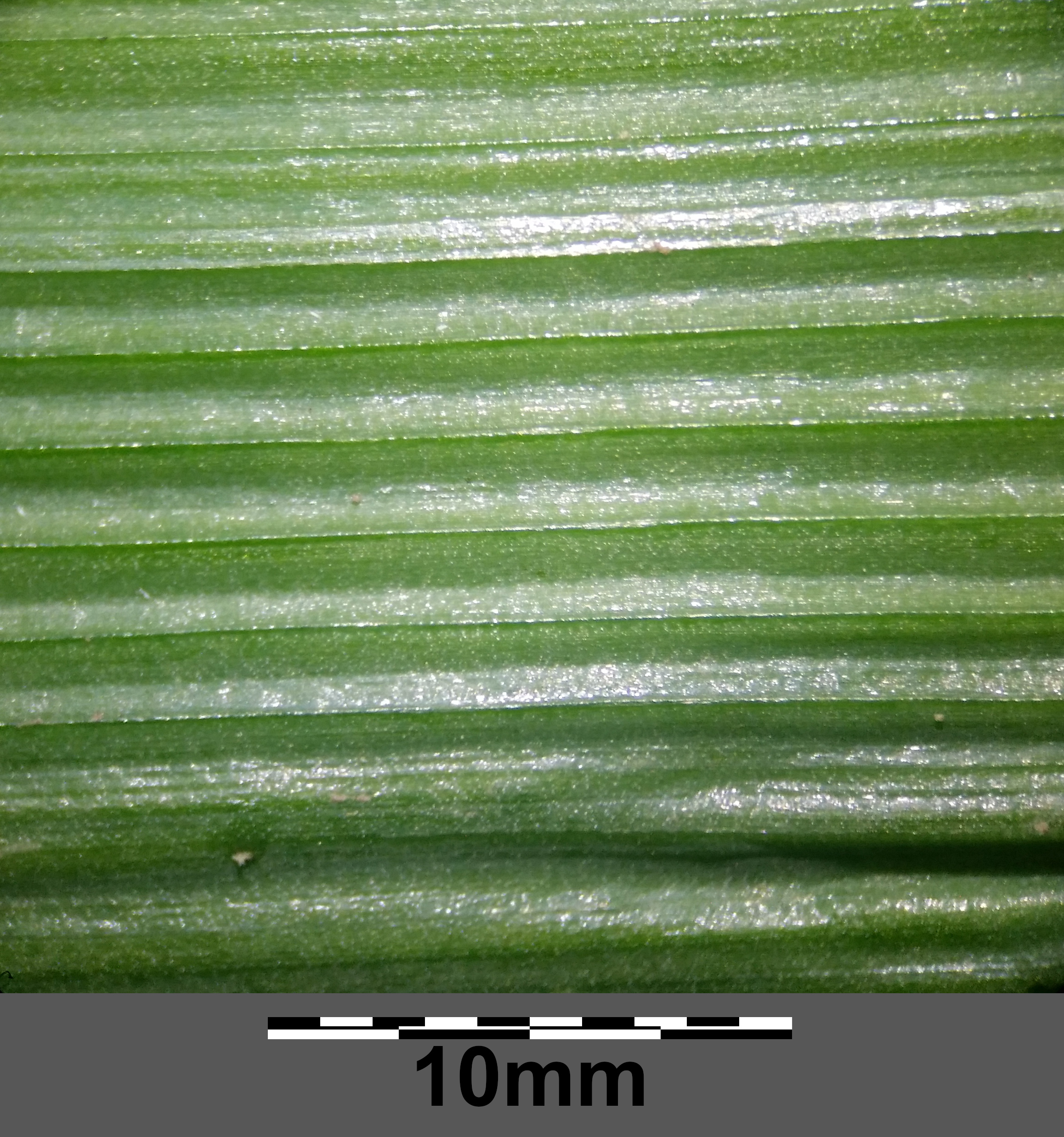
Unterseite eines Laubblatts

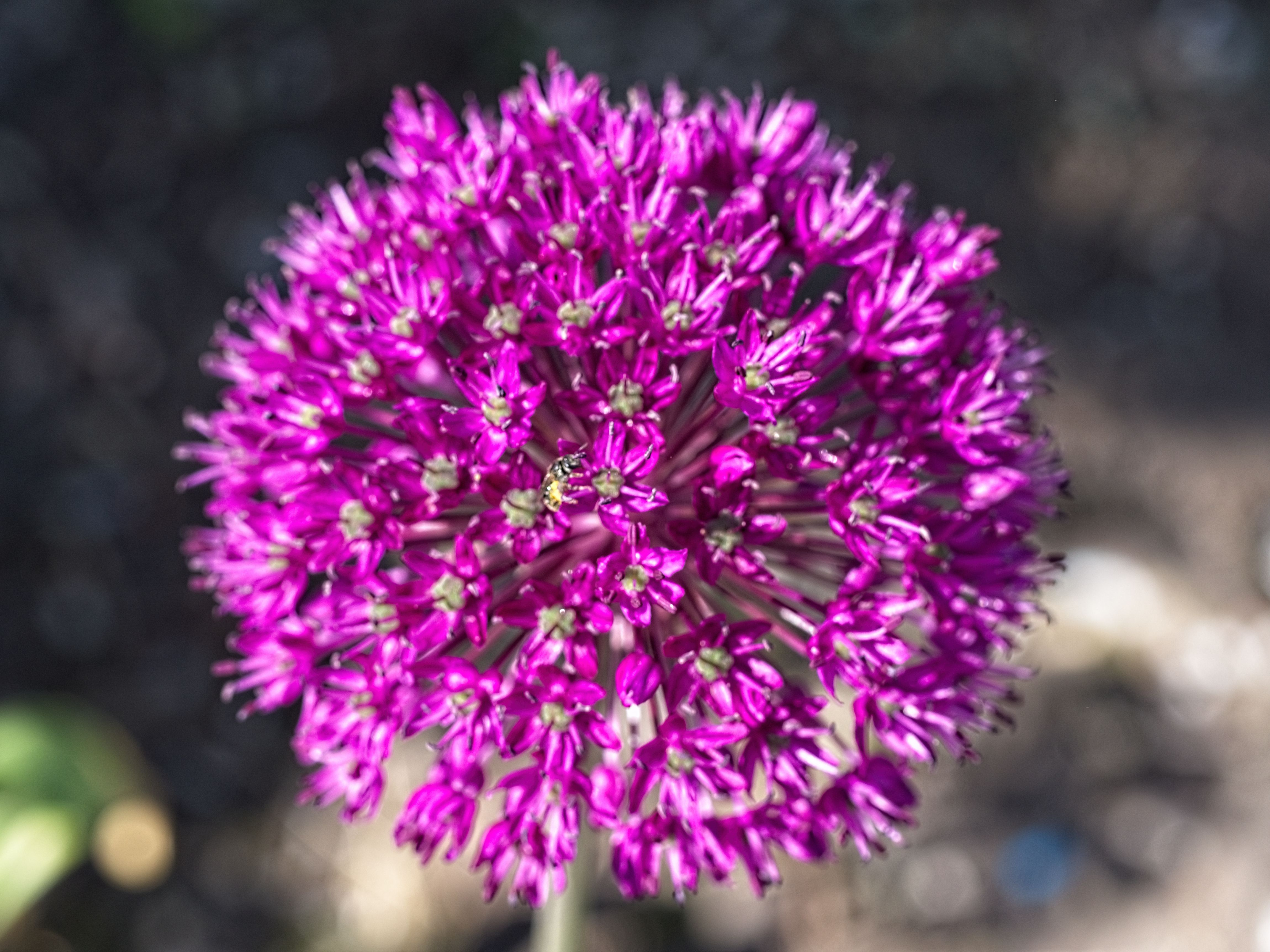
Blütenstand der Sorte ‘Purple Sensation’

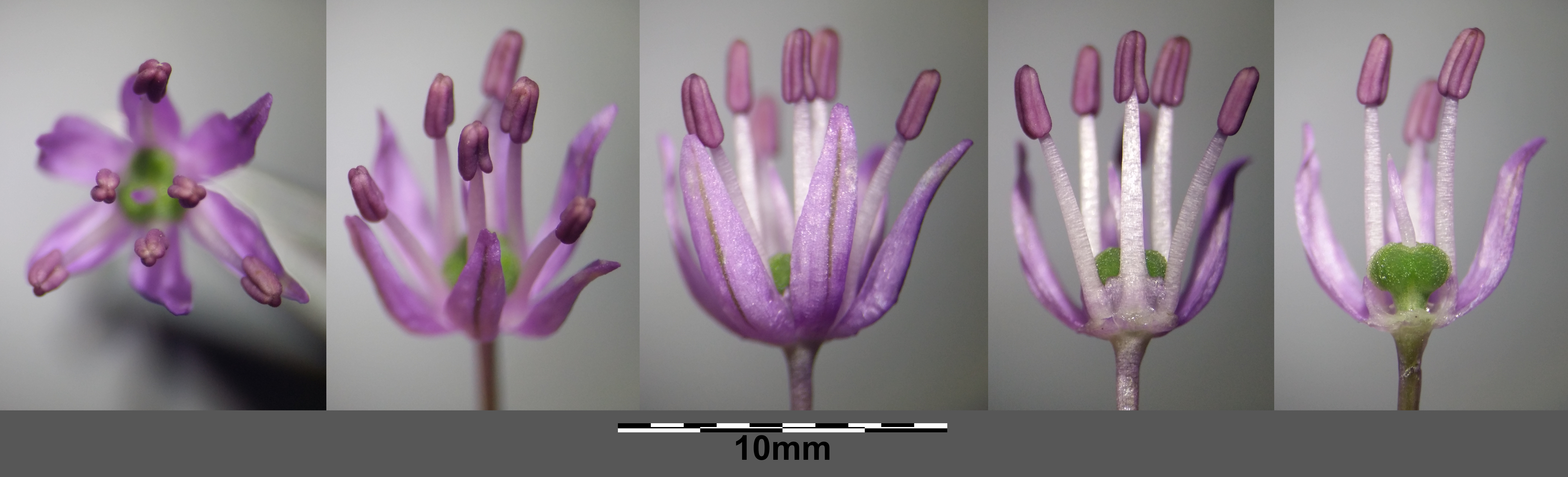
Blütendetails

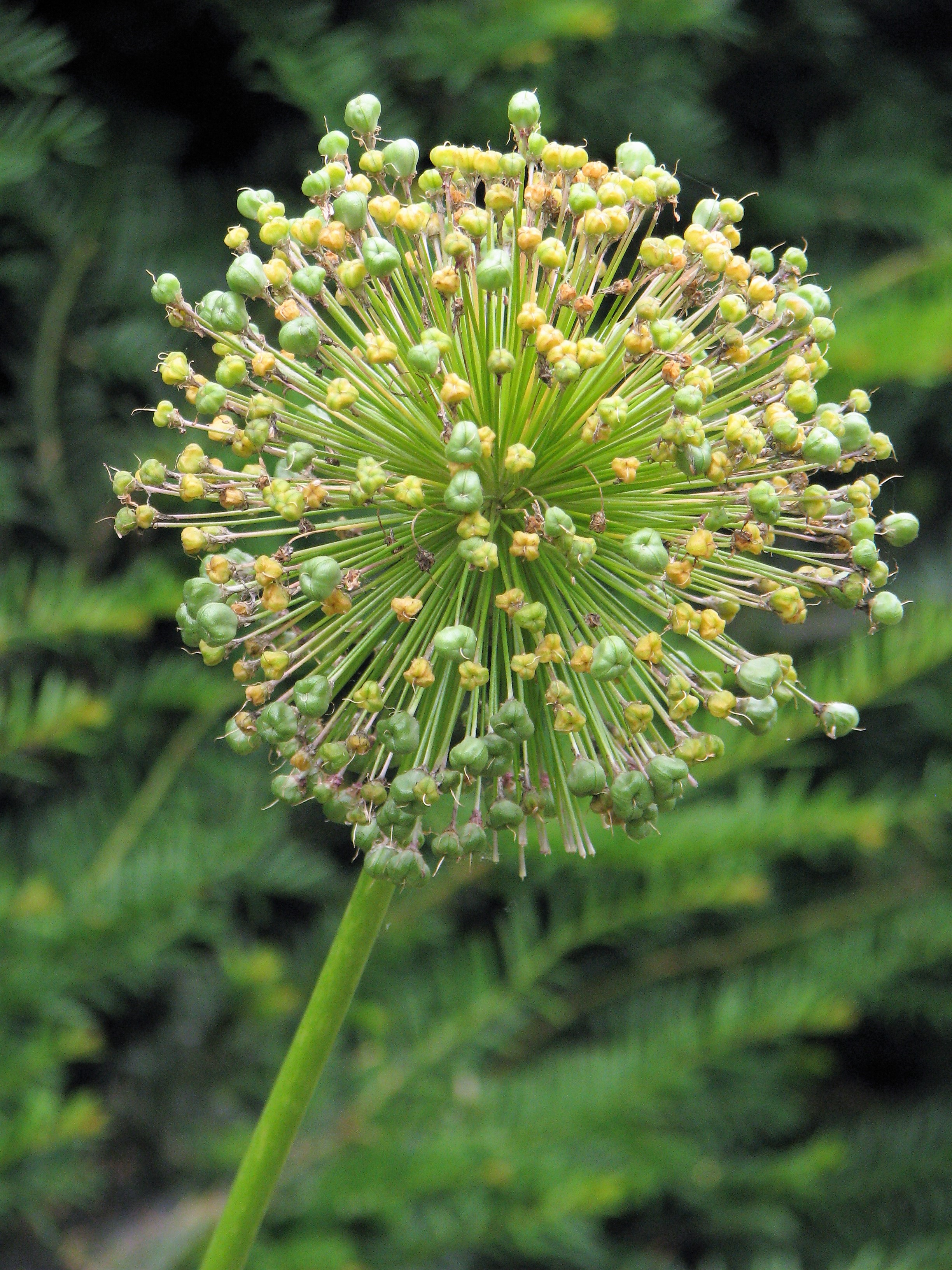
Fruchtstand

### Vegetative Merkmale
Der Holland-Lauch ist eine ausdauernde krautige Pflanze, die Wuchshöhen von 40 bis 100 (selten 120) Zentimetern erreicht. Die eiförmigen, bis 5 Zentimeter breiten Zwiebeln besitzen sehr feine, membranartige Hüllen. Die vier bis sechs (selten bis acht) einfachen, grundständigen, grünen oder mehr oder weniger graugrünen (nirgends rötlichen) Laubblätter mit bodennahen Blattscheiden sind breit lanzettlich, 30 bis 45 (selten 25) Zentimeter lang und 2 bis 8 Zentimeter breit, nach unten gebogen, am Grund ziemlich kräftig, nach oben hin dünner und oft hängend, oberseits glatt oder etwas gefurcht, unterseits gerieft.

### Generative Merkmale
Die Blütezeit in Mitteleuropa liegt im Mai. Der aufrechte, zylindrische Blütenstandsschaft ist 5 bis 10 Millimeter dick, grün oder graugrün, am Grund deutlich gerippt, 40 bis 100 Zentimeter lang, zur Fruchtreife noch länger. Der anfangs halbkugelige, später kugelige, doldige Blütenstand mit einem Durchmesser von 4 bis 12 Zentimetern ist von einem vergilbenden, zwei- bis dreizipfeligen Hüllblatt umgeben und enthält zahlreiche Blüten. Die dünnen, straffen, glänzenden Blütenstiele sind bräunlich, oft vergrünend.
Die zwittrige, sternförmige bis becherförmige Blüte ist dreizählig. Die länglichen bis elliptischen Blütenhüllblätter sind 7 bis 9 Millimeter lang und 2 bis 2,5 Millimeter breit, gewölbt bis ausgebreitet, am Rand zurückgebogen und bald verdreht. Sie sind blasslila oder rosa bis purpurfarben und haben einen hellgrünen bis braunen Mittelnerv. Die an der Basis verwachsenen, oben pfriemlichen, gleichfarbigen, helllila bis purpurroten Staubblätter sind zwei Drittel bis drei Viertel so lang wie die Blütenhülle. Die violetten Staubbeutel sind 2 bis 2,5 Millimeter lang und etwa 1 Millimeter breit.
Die drei Fruchtblätter sind zu einem oberständigen, abgeflachten bis rundlichen Fruchtknoten verwachsen. Der weißliche, kegelförmige bis fadenförmige Griffel ist 3 bis 6 Millimeter lang und hat eine ungeteilte, weißliche Narbe. Aus dem Fruchtknoten entwickelt sich eine rundliche bis kegelförmige, runzelige Kapselfrucht von 8 Millimeter Länge und Durchmesser mit 1 bis 2 (selten 3) mattschwarzen, warzigen Samen pro Fruchtkammer.

### Chromosomensatz
Die Chromosomengrundzahl beträgt x = 8; es tritt Diploidie mit einer Chromosomenzahl von 2n = 16 auf.

## Unterscheidung eng verwandter Arten
Hohe Laucharten der Allium-Untergattung Melanocrommyum (Webb & Berth.) Rouy mit großen, kugelförmigen Blütenständen wie Allium hollandicum, Allium aflatunense, Allium jesdianum, Allium rosenbachianum und Allium stipitatum werden wegen der Form ihrer Blütenstände oft als „Paukenschläger“-Lauche bezeichnet. Die Blütenmerkmale dieser Arten sind auch in ihrer Variationsbreite der Farben und Formen ähnlich und eignen sich daher kaum zur Unterscheidung der Arten. Außerdem werden viele dieser Arten, ihre Sorten und Hybriden im Handel oft fälschlicherweise unter dem Namen Allium aflatunense angeboten. Eine Unterscheidung ist eher anhand der Wuchsform und der Laubblätter möglich.
A. hollandicum unterscheidet sich von A. aflatunense durch den an der Basis flach gerippten, bis zu 1 Meter langen Blütenstandsschaft, die schmaleren Laubblätter, den anfänglich halbkugeligen Blütenstand und den etwa drei Wochen früheren Blühbeginn. Im Vergleich zu A. jesdianum hat A. hollandicum einen kompakteren Wuchs, weniger aber breitere Laubblätter mit grüner Spreitenbasis (bei A. jesdianum rötlich), kürzere und breitere Blütenhüllblätter, einen dichteren Blütenstand und einen weniger gerippten Blütenstandsschaft.
A. hollandicum unterscheidet sich von A. rosenbachianum durch die gerippte Basis des hohen Blütenstandsschaftes (A. rosenbachianum mit glattem, glänzendem, nur 40 bis 50 Zentimeter hohem Schaft) und die eher aufrechten, graugrünen, an der Basis nicht verschmälerten Laubblätter (diese sind bei A. rosenbachianum mehr oder weniger am Boden anliegend, gelbgrün und an der Basis verschmälert). Im Gegensatz zu A. hollandicum hat A. stipitatum einen sehr hohen, bis zu 150 Zentimeter langen, glatten, glänzenden Blütenstandsschaft und Laubblätter, die unterseits und am Rand mehr oder weniger behaart sind.

## Vorkommen
Der Holland-Lauch wurde erstmals von dem niederländischen Züchter von Zwiebelpflanzen, Van Tubergen, in den ersten Jahrzehnten des 20. Jahrhunderts angeboten. Ursprüngliche Vorkommen des Holland-Lauchs sind bisher unbekannt. Der nördliche Iran gilt als natürliches Verbreitungsgebiet. Im Burgenland und in Nordrhein-Westfalen wurden neophytische Vorkommen entdeckt.

## Systematik
Die Erstveröffentlichung von Allium hollandicum als neuer, gültiger Name für Allium aflatunense hort. non B.Fedtsch., der für einige Kultursorten im Gartenbau verwendet worden war, erfolgte 1993 durch Reinhard Michael Fritsch in Candollea, Band: 48(2), S. 422, anhand eines Typus aus einem Garten in Gatersleben. Das Artepithetum hollandicus bedeutet „aus Holland“ und bezieht sich hier auf die holländisch-gärtnerische Herkunft der bekannten Pflanzenpopulation. 
Allium hollandicum gehört zur Untergattung Melanocrommyum (Webb & Berth.) Rouy in der Gattung Allium. Allium hollandicum ist eng verwandt mit iranischen Populationen von Allium jesdianum Boiss. & Buhse und Allium stipitatum Regel. Mit Allium aflatunense B. Fedtsch. ist sie entfernter verwandt. Die fruchtbare Sorte ‘Purple Sensation’ wird gelegentlich als Hybride bezeichnet, obwohl sie nachweislich nur Gene von A. hollandicum enthält. Die korrekte Bezeichnung ist daher Allium hollandicum ‘Purple Sensation’.

## Verwendung
Der Holland-Lauch ist als Zierpflanze weit verbreitet und gilt als winterhart bis −34 °C (Zone 4). Im Handel werden mehrere Sorten angeboten. Die Sorte ‘Album’ blüht weiß. Die häufig verwendete, großblumige Sorte ‘Purple Sensation’ wird nur 40 bis 60 Zentimeter hoch, hat schmalere Laubblätter und breitere, aber kürzere Blütenhüllblätter als die Art und blüht dunkel-purpurviolett.
Der Holland-Lauch eignet sich wie andere „Paukenschläger“-Lauche einzeln oder in Gruppen für sonnige Steppenpflanzungen, Staudenbeete und gemischte Rabatten auf möglichst durchlässigem Boden. Er ist eine gute Schnittblume und auch für Trockensträuße geeignet.